# Freddie (zpěvák)
Gábor Alfréd Fehérvári (* 8. dubna 1990 Győr), známý pod uměleckým jménem Freddie, je maďarský zpěvák. Vešel ve známost v roce 2014 svým čtvrtým místem v první sezoně maďarské verze soutěže Rising Star a poté jako reprezentant Maďarska v Eurovision Song Contest 2016.

## Kariéra
Freddie se narodil 8. dubna 1990 v maďarském Győru. Jeho dědeček byl maďarský fotbalový trenér Alfréd Fehérvári (1925–2007). Než se Freddie začal věnovat hudební kariéře, studoval hotelový management na obchodní akademii a pracoval jako asistent v Győru. Věnoval se basketbalu, čehož však po vážném zranění musel zanechat. Do roku 2010 už zpíval a hrál na kytaru v menších hudebních skupinách. Poprvé však profesionálně vystupoval až v maďarské verzi soutěže Rising Star. V ní se mu povedlo proniknout do nejlepších dvanácti, pak i nejlepších šesti a nakonec až mezi finálovou čtveřici. Ve finále soutěže skončil na čtvrtém místě.
Po Rising Star ve spolupráci s Andrásem Kállay-Saundersem představil svou první původní píseň „Mary Joe“, s níž se dostal mezi 30 nejhranějších skladeb Rádia Petöfi. Píseň se stala jedním z domácích letních hitů roku 2015. Pod uměleckým jménem Freddie začal vystupovat na podzim 2015. V prosinci 2015 bylo oznámeno, že se Freddie s písní „Pioneer“ zúčastní 5. ročníku soutěže A Dal 2016. Dne 27. února v ní zvítězil a díky tomu v květnu 2016 reprezentoval svou zemi v Eurovision Song Contest 2016, kde se 197 body postoupil do finále na 4. z 10 postupových příček 1. semifinále a nakonec se z 26 finalistů umístil na celkovém 19. místě se 108 body.